# Utrikesdepartementets protokollenhet

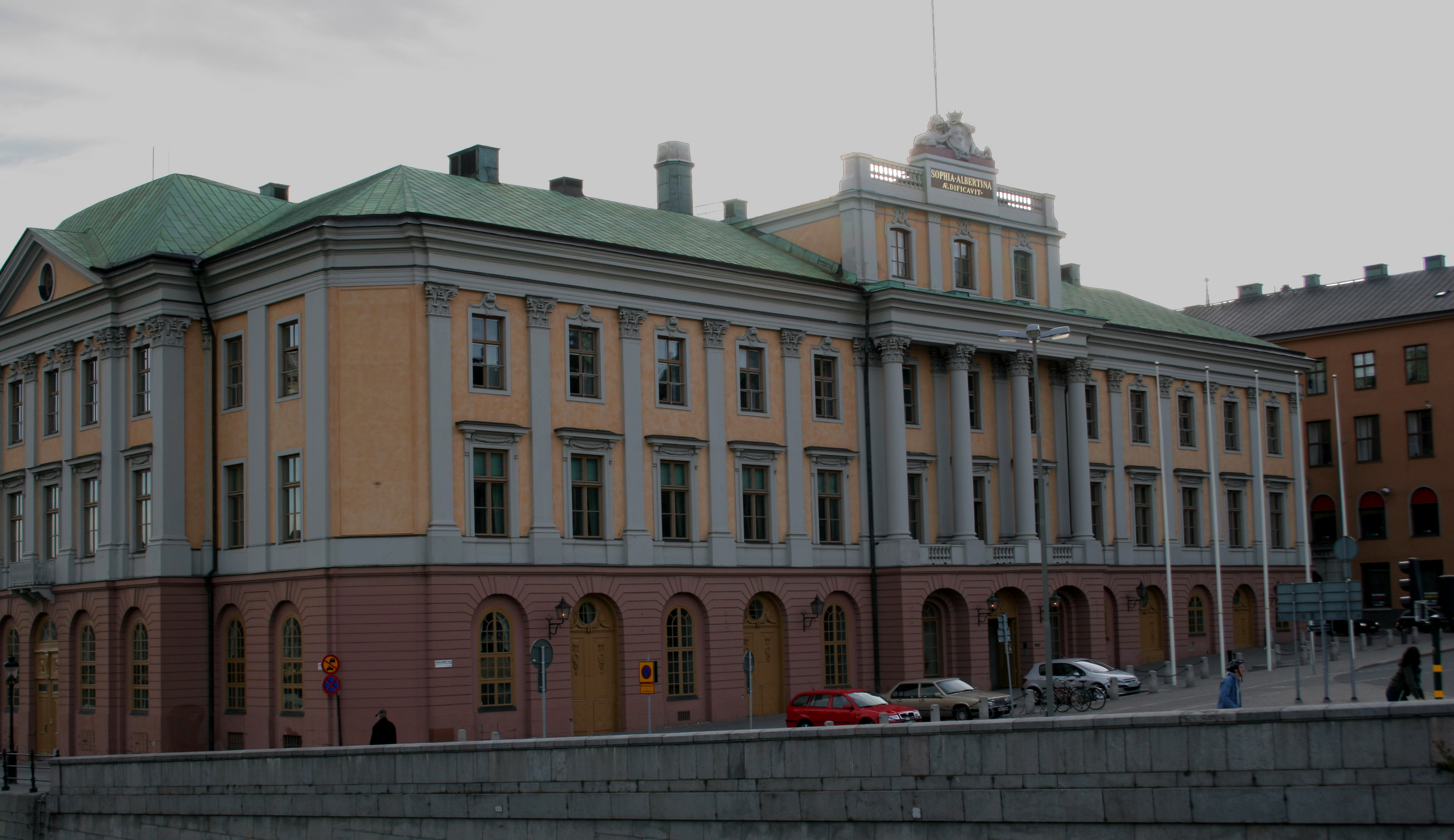
Utrikesdepartementet finns beläget i Arvfurstens palats.

Utrikesdepartementets protokollenhet är en avdelning av det svenska Utrikesdepartementet som ansvarar för det diplomatiska protokollet. 
Enheten ansvarar för planering och genomförande av inkommande och utgående statsbesök samt förberedelser av internationella konferenser och officiella besök hos den svenska regeringen. Protokollets andra huvuduppgift är kontakter med utländska ambassader, konsulat och internationella organisationer i Sverige, inklusive frågor om deras säkerhet. Agremang och ackreditering av utländska ambassadörer och exekvatur för utländska konsuler handläggs av enheten. 
Enheten tolkar och tillämpar Wienkonventionerna om diplomatiska och konsulära förbindelser, utfärdar diplomatviseringar och ID-kort och bistår svenska myndigheter i frågor om immunitet och privilegier. Protokollet utfärdar svenska tjänste- och diplomatpass. 
Information om diplomatisk immunitet och privilegier i Sverige finns samlad på Diplomatportalen på den engelska delen av UD.se.